# Монтекио Прекалчино
Монтѐкио Прекалчѝно (на италиански: Montecchio Precalcino; на венециански: Montecio, Монтечо) е градче и община в Северна Италия, провинция Виченца, регион Венето. Разположено е на 84 m надморска височина. Населението на общината е 5038 души (към 2015 г.).